# أشلي كارتي
أشلي كارتي (بالإنجليزية: Ashley Carty)‏ هو لاعب سنوكر بريطاني، ولد في 17 يوليو 1995 في روثرهام ‏ في المملكة المتحدة.

## روابط خارجية
- أشلي كارتي على موقع CueTracker.net (الإنجليزية)
- أشلي كارتي على موقع بطولة العالم للسنوكر (الإنجليزية)